# Nâzım Hikmet
Nazim Hikmet Ran (1902 - 1963)  Tên thường gọi là Nazim Hikmet (tiếng Thổ Nhĩ Kỳ phát âm là:  [na ː zɯm hicmet]) là một nhà thơ, nhà viết kịch, tiểu thuyết gia người Thổ Nhĩ Kỳ. Đồng thời, ông cũng là nhà cách mạng, "một người cộng sản lãng mạn" và đã có nhiều thời gian trưởng thành ở nhà tù, nước ngoài.

## Cuộc đời

### Gia đình
Ông sinh vào ngày 15 tháng 1 năm 1902 Salonica, đế quốc Thổ Nhĩ Kỳ, ngày nay là thành phố Thessaloniki, miền Đông Bắc Hy Lạp. Bố ông là Hikmet Bey, là con của một sĩ quan phục vụ trong quân đội Thổ Nhĩ Kỳ. Lúc nhỏ, ông được hưởng một nền giáo dục tốt và sớm bộc lộ năng khiếu văn chương của mình.

### Thời thơ ấu
Ông được học tiếng Pháp tại hồi học trung học, sau đó chuyển đến Mektebi Numune. Năm 1913, theo sự hướng dẫn của gia đình, ông đã vào học tại trường sĩ quan Hải quân ở Heybeliada nhưng bị đuổi học vì đã theo phong trào cách mạng của thủy thủ. Một số tài liệu lại ghi rằng, ông tốt nghiệp nhưng vì ốm nặng nên không phải đi phục vụ quân đội hải quân.

### Hoạt động
Năm 1920, ông đã viết bài thơ  Tù nhân của 40 tên cướp nhằm kêu gọi nhân dân chống lại quân xâm lược thực dân Anh và chính quyền phong kiến Thổ Nhĩ Kỳ. Vì vậy, ông đã bị truy nã nên đã phải trốn đến vùng Anatolia, nơi hoạt động cách mạng của nhà cách mạng Mustafa Kemal Pasha đang phát động chiến tranh giải phóng dân tộc, lật đổ chế độ phong kiến.
Năm 1921, Ông sang Liên Xô theo học tại trường cộng sản Phương Đông và gia nhập Đảng Cộng sản Liên Xô. 3 năm sau, ông về nước và gia nhập Đảng Cộng sản Thổ Nhĩ Kỳ và bắt đầu hoạt động báo chí cách mạng. Lúc này, phong trào cách mạng đang bị đang áp khốc liệt, ông bị kết tội xúi giục binh biến và bị trục xuất trong 15 năm. Ông đã sang cư trú tại Liên Xô.
Nhưng chỉ 1 năm sau đó, ông đã bí mật trở về nước và tham gia các hoạt động cách mạng. Năm 1932, tập thơ Bức điện đến vào ban đêm được xuất bản, cùng với đó là bản án 5 năm tù vì kêu gọi lật đổ chính quyền của ông.
Năm 1952, trước sự đấu tranh mạnh mẽ của nhân dân, chính quyền đã phải trả tự do cho ông nhưng bị trục xuất. Sau đó, ông trở lại Liên Xô sống lưu vong và tiếp tục sáng tác văn học, phục vụ cho phong trào đấu tranh vì Hòa bình thế giới.
Ông mất vào ngày 3 tháng 6 năm 1963 tại Moscow khi không còn được về lại quê hương của ông.

### Thành tựu
Ông đã từng là Ủy viên của Hội đồng Hòa bình thế giới (1951)  và đã được trao giải thưởng quốc tế vì hòa bình năm (1950)

## Sự nghiệp
Tập thơ đầu tiên của ông được xuất bản khi ông mới 15 tuổi, đánh dấu tài năng của ông.
Sau đó là hàng loạt các tác phẩm thuộc nhiều thể loại bao gồm cả: thơ, tiểu thuyết, kịch, lý luận, phê bình văn học bao gồm:
- Tập thơ: Bài ca của người ăn Mặt trời (1928), 835 câu thơ (1929), Varan 3 (1930), 1+1=1 (1930), Thành phố mất tiếng nói (1931), Bức điện vào ban đêm (1932), Những bức chân dung (1935), Phong cảnh con người (1950), Những bức thư trong tù...
- Tiểu thuyết: Yaşamak Güzel Şey be Kardeşim
- Kịch: Chiếc đầu lâu (1932), Ngôi nhà người quá cố (1932), Kẻ bị lãng quên (1935), Huyền thoại tình yêu (1952), Hai kẻ bướng bỉnh (1960)...

Ngoài ra là rất nhiều các kịch bản phim, các bản dịch thuật, tác phẩm chính luận và phê bình văn học có giá trị.
Ông là người có công lao lớn trong việc đổi mới thơ ca hiện đại Thổ Nhĩ Kỳ, không chịu sự gò bó trong các quy tắc cũ kĩ, sáo rỗng, rập khuôn về hình thức lẫn nội dung nữa. Thể thơ ông sử dụng là thể thơ tự do, âm điệu hào hùng, khoáng đạt với các đề tài về chính trị, thời sự đương đại và triết lý sâu sắc.
Thơ của ông được dịch ra khoảng 50 thứ tiếng trên thế giới. Ông có vị trí đáng kể làm thay đổi diện mạo văn học thế giới trong thế kỷ 20.